# فرودگاه اتماوتلواک
فرودگاه اتماوتلواک (به انگلیسی: Atmautluak Airport) یک فرودگاه همگانی با کد یاتا ATT است که یک باند فرود شن دارد و طول باند آن ۹۱۴ متر است. این فرودگاه در کشور ایالات متحده آمریکا قرار دارد و در ارتفاع ۵ متری از سطح دریا واقع شده‌است.